# コードギアス 反逆のルルーシュ キャラクターソングベスト
『コードギアス 反逆のルルーシュ キャラクターソングベスト』は、発売された『コードギアス 反逆のルルーシュ』のコンピレーション・アルバム。2009年7月1日にflying DOGから発売、ビクターエンタテインメントから販売された。

## 概要
- テレビアニメ『コードギアス 反逆のルルーシュ』の、アルバム『コードギアス 反逆のルルーシュ Sound Episode』シリーズに収録されたキャラクターソングを集めたベストアルバム。
- ジャケットは、木村貴宏とRICCAによる描き下ろしによる。
- 劇中でメインキャラクターを演じるゆかな、福山潤、名塚佳織、小清水亜美他が歌うキャラクターソングの他、ジノと星刻のデュエット曲も収録されている。
- 初回限定盤は半透明スリーブケース仕様になっている。

## 収録曲
1. REINCARNATION [3:36]
歌：C.C.（ゆかな）
作詞・作曲・編曲：黒石ひとみ
2. never end [4:35]
歌：ルルーシュ（福山潤）
作詞・作曲・編曲：酒井ミキオ
3. 晴れのち夏の雨 [4:52]
歌：シャーリー（折笠富美子）
作詞：黒石ひとみ、作曲・編曲：中野貞博
4. プラチナ・ソウル [4:15]
歌：カレン（小清水亜美）
作詞：黒石ひとみ、作曲・編曲：中野貞博
5. Dear My Friend [4:12]
歌：ミレイ（大原さやか）
作詞：黒石ひとみ、作曲・編曲：中野貞博
6. 優しい世界 [4:39]
歌：ナナリー（名塚佳織）
作詞・作曲・編曲：[黒石ひとみ
7. CONNECT [4:03]
歌：C.C.（ゆかな）
作詞・作曲・編曲：[黒石ひとみ
8. アラベスク [4:12]
歌：ロロ（水島大宙）
作詞：黒石ひとみ、作曲・編曲：中野貞博
9. REGENERATION [4:20]
歌：ルルーシュ（福山潤）
作詞：黒石ひとみ、作曲・編曲：中野貞博
10. One More Chance [3:34]
歌：カレン（小清水亜美）
作詞：黒石ひとみ、作曲・編曲：中野貞博
11. ティアラの気持ち [4:06]
歌：ナナリー（名塚佳織）
作詞・作曲・編曲：黒石ひとみ
12. Reason [4:37]
歌：ジノ（保志総一朗）、星刻（緑川光）
作詞・作曲・編曲：酒井ミキオ
13. 星夜 [4:30]
歌：天子（松元環季）
作詞・作曲・編曲：黒石ひとみ
14. 果てしない未来 [4:30]
歌：皇神楽耶（かないみか）
作詞：黒石ひとみ、作曲・編曲：中野貞博